# Stefania evansi
Stefania evansi és una espècie de granota que es troba a Guyana i, possiblement també, al Brasil i Veneçuela.